# Prosopocera myops
Prosopocera myops är en skalbaggsart som beskrevs av Louis Alexandre Auguste Chevrolat 1855. Prosopocera myops ingår i släktet Prosopocera och familjen långhorningar.
Artens utbredningsområde är:
- Gabon.
- Nigeria.
- Sierra Leone.

Inga underarter finns listade i Catalogue of Life.